# Digama costimacula
Digama costimacula là một loài bướm đêm thuộc họ Erebidae. Loài này có ở Ghana.